# Groupe d'études et d'informations sur les phénomènes aérospatiaux non identifiés
Le Groupe d'études et d'informations sur les phénomènes aérospatiaux non identifiés (GEIPAN) est un service du Centre national d'études spatiales (CNES) français. Créé en 2005 avec un siège social à Toulouse, le GEIPAN est chargé de collecter, d'analyser sommairement et d'archiver les phénomènes aérospatiaux non identifiés (PAN, selon la terminologie du CNES), mais aussi d'informer le public à leur sujet. 

## Historique
En 1977,, un Groupe d'études des phénomènes aérospatiaux non identifiés (GEPAN) est créé à l’initiative d'Yves Sillard, alors directeur du CNES. Sa mission principale est d'élaborer des méthodes d’analyse scientifique des rapports d’observation des PAN. Ce service technique du CNES comprend 4 personnes qui recueillent des témoignages, font des enquêtes, produisent des publications et études. Elle opèrent de concert avec des personnes, compétences et moyens externes : « une vingtaine d’enquêteurs et une vingtaine d’experts tous externes au CNES ainsi que de nombreux partenaires institutionnels (Armée de l’air, Gendarmerie nationale, Police nationale, CNRS, Météo-France, Aviation Civile »).
En 1988, le GEPAN est remplacé par le Service d'expertise des phénomènes de rentrée atmosphérique (SEPRA), chargé plutôt de la poursuite des rentrées atmosphériques, mais aussi des phénomènes aérospatiaux non identifiés.
En 2005, faisant suite à un audit réalisé quatre ans plus tôt, le président du CNES décide de remplacer le SEPRA par le GEIPAN (Groupe d’études et d’information sur les phénomènes aérospatiaux non identifiés). Le « I » ajouté au sigle originel GEPAN insiste désormais sur la fonction informative confiée au service, sans que soit dénaturée la phonétique d'un nom déjà connu du public. Cette évolution s'exprime à travers la publication progressive, à partir de 2007 et sur le site web du GEIPAN, des archives du service, et se retrouve dans l’existence de différents canaux de communication grand public (site internet, plaquettes, conférences, contacts presse, etc.) .
À côté des quatre salariés, dits « experts », comme Pierre Lagrange, il y a une quinzaine d'enquêteurs bénévoles,. Le protocole est basé sur 3 phases : collecte de témoignages (via le site Internet ou un PV de gendarmerie) ; études techniques ; rapports d’analyse publié sur le site du GEIPAN (avec anonymisation des témoins).

## Statut
Le GEIPAN est placé sous l’autorité d'un comité de pilotage qui donne au CNES ses recommandations sur les orientations et le fonctionnement que doit adopter le groupe d'étude. Présidé par Yves Sillard, ancien Directeur général du CNES, il comprend quinze membres représentant :
- les autorités civiles et militaires françaises : Gendarmerie nationale, Police nationale, Sécurité civile, Direction générale de l'Aviation civile, Armée de l'air ;
- le monde scientifique : Centre national de la recherche scientifique, Météo-France, CNES.

## Nombre de signalements
Chaque année, plus de 300 phénomènes sont signalés au GEIPAN. En 2021, au journal 20 Minutes, le responsable du groupe a déclaré recevoir en moyenne « 600 sollicitations par an qui donnent lieu à 150 enquêtes », en 2022 sur France Inter, son successeur parle de 700 signalements et 200 enquêtes.
Sur les 1 600 cas environ dans les dossiers du GEIPAN, certains (3% environ), sont classés comme « phénomènes aérospatiaux de type D, c’est-à-dire inexplicables en dépit de la précision des témoignages et de la qualité des éléments matériels recueillis » ; « nous avons assez d’informations, mais nous n’avons pas trouvé d’explication. Toutes les hypothèses que l’on a pu formuler et analyser ne sont pas satisfaisantes ».
Dans leur ouvrage Les OVNI du CNES, trente ans d’études officielles (1977-2007), paru en 2008, David Rossoni, Éric Maillot et Éric Deguillaume font valoir que les cas étiquetés « inexpliqués » par le CNES, sont loin d'être aussi probants que le prétendent le GEPAN et ses anciens responsables. Et d'ajouter : l'« un de ces PAN D est même totalement expliqué ! ».

## Directions successives du GEIPAN et des organismes l'ayant précédé
- Claude Poher : mai 1977 - juin 1979
- Alain Esterle : juillet 1979 - février 1983
- Jean-Jacques Velasco : mars 1983 - 2004
- Jacques Patenet : 2005 - décembre 2008
- Yvan Blanc : janvier 2009 - juin 2011
- Xavier Passot : juillet 2011 - mars 2015
- Jean-Paul Aguttes : mars 2016 - septembre 2019
- Roger Baldacchino : septembre 2019 - novembre 2021[11]
- Vincent Costes : novembre 2021[12] - janvier 2024
- Frédéric Courtade : depuis janvier 2024[13]

## Archives
Le 2 janvier 2007, le CNES annonce qu'il va mettre en ligne ses archives des trente dernières années sur les phénomènes aérospatiaux non identifiés.